# Imre Farkas
Imre András Farkas, später offiziell András Kassai-Farkas, (* 23. Juni 1935 in Budapest; † 10. August 2020 ebenda) war ein ungarischer Kanute.

## Erfolge
Zunächst war Imre Farkas im Turnen aktiv, ehe er sich dem Schwimmsport zuwandte, dann dem Rudern und schließlich dem Kanusport.
Farkas, der im Lauf seiner Karriere für Honvéd Budapest und Ferencváros Budapest aktiv war, gab 1956 im Zweier-Canadier sein Olympiadebüt in Melbourne. Er ging dabei mit József Hunics auf der 10.000-Meter-Strecke an den Start und schloss mit ihm das zehn Mannschaften umfassende Rennen auf dem dritten Platz ab. Nach 55:15,6 Minuten erreichten sie 1:13,2 Minuten hinter den siegreichen Grazian Botew und Pawel Charin aus der Sowjetunion sowie 28,3 Sekunden hinter den Franzosen Georges Dransart und Marcel Renaud das Ziel. Ihr Kanu war dabei nur eine Leihgabe, nachdem ihr eigentliches Boot beim Transport zu den Spielen zu Bruch ging.
Bei den Olympischen Spielen 1960 in Rom startete Farkas im Zweier-Canadier mit András Törő auf der 1000-Meter-Strecke. In ihrem Vorlauf belegten sie nach 4:29,42 Minuten den ersten Rang und qualifizierten sich so direkt für das Finale. In diesem überquerten sie nach 4:20,89 Minuten auf dem dritten Platz hinter Leanid Hejschtar und Serhij Makarenko aus der Sowjetunion sowie den Italienern Aldo Dezi und Francesco La Macchia die Ziellinie und gewannen die Bronzemedaille. Dezi und La Macchia hatten dabei nur zwölf Hundertstelsekunden Vorsprung auf die beiden Ungarn.
Dazwischen gewann Farkas mit József Hunics bei den Europameisterschaften 1957 in Gent im Zweier-Canadier über 1000 Meter ebenfalls die Bronzemedaille. Im Alter von 25 Jahren beendete Farkas 1960 seine Karriere vorzeitig, nachdem Herzprobleme bei ihm festgestellt wurden. Danach betätigte er sich als Schriftsteller und Maler. Seine Bilder signierte er unter seinem Künstlernamen András Kassai-Farkas. 2002 ließ er seinen Namen auch offiziell zu András Kassai-Farkas ändern.